# Вербица (Львовская область)
Вербица (укр. Вербиця) — село в Ходоровской городской общине Стрыйского района Львовской области Украины.
Население по переписи 2001 года составляло 467 человек. Занимает площадь 1,41 км². Почтовый индекс — 81760. Телефонный код — 3239.